# 北韓人民解放戦線
北韓人民解放戦線（ほっかんじんみんかいほうせんせん、朝鮮語:북한인민해방전선）とは、朝鮮民主主義人民共和国（通称:北朝鮮）を脱出した脱北者たちが大韓民国で結成した、北朝鮮の最高指導者である金正恩による独裁政権打倒を目指すレジスタンス組織である。2010年9月9日結成。

## 概要
構成員たちは腕の部分に組織のロゴが入ったワッペンがついた灰色の迷彩服と迷彩帽に身を包んでいる。これは組織の結成者らが朝鮮人民軍出身であるためである。
組織の結成式典の際には金正日に模した人物を銃殺刑に処するというパフォーマンスを行っている。
主な活動内容は、北朝鮮の現体制を批判するビラ、DVDなどの北朝鮮への大量散布である。ビラの内容は、金正恩に対する「あんな若造に国を治められるはずがない」とした批判や、2011年のリビアのカダフィ政権崩壊を引き合いに出し、「あなた達も独裁政権を打倒するために立ち上がろう」とした呼びかけなどである。
北朝鮮は高度に閉鎖されているため、効果はどの程度あるのか不明であるが、度々、北朝鮮政府側が中止要求を出すといった反応をしているほか、ビラを見て脱北を決心した人物の存在、金与正による南北共同連絡事務所の爆破などの影響を与えていることから、一定の効果はあるとされる。